# Hungry Bark
A Hungry Bark é um serviço de subscrição online americano de comida para cães que fornece comida e suplementos super especiais para cães.

## História
A Hungry Bark foi fundada em 20 de março por Nick Molina em Miami, Flórida. A empresa, inicialmente, criou uma ronda de semente que lançou a marca de um modo suave, tendo permitido que a mesma testasse, lançasse e afinasse os produtos para animais de estimação.
A Hungry Bark fechou 2.1 milhões de dólares em fundos não institucionais para preparer a marca para a escala. A empresa lançou o seu website em fevereiro de 2020 com planos de alimentação completos personalizados para cães. A missão da Hungry Bark é melhorar as vidas dos cães e dos seus humanos através de nutrição personalizada.

## Produtos e serviços
A Hungry Bark fornece comida e suplementos super especiais para cães. A empresa fornece um Planificador de Refeições Personalizado criado em conjunto com Nutricionistas Clínicos de Animais de Estimação e Veterinários.
Os produtos da Hungry Bark, que são fabricados nos Estados Unidos cumprem todas as normas e regulamentos da Association of American Feed Control Officials (AAFCO).